# Pedro Tauler Pastor
Pedro Tauler Pastor, aviador da Força Aérea Espanhola, foi parte do primeiro voo de volta à Península Ibérica em 48 horas, juntamente com Carlos de Haya, em setembro de 1927. Nesta volta eles usaram pela primeira vez: localizador de direção, giroscópio e o inclinômetro. Aparelho que seria muito útil na jornada subsequente de Sevilha a Bata (na Guiné Equatorial). 
Tauler morreu em um acidente aéreo na costa de Oran. O avião era o mesmo em que estavam Francisco Rodríguez Caula, Pedro Tauler Pastor e soldado mecânico Juan Martínez Mortilla e que caiu no mar por volta de 7 horas da tarde de 31 de dezembro de 1928 (horário de decolagem), e 2 da madrugada do 1 de janeiro de 1929, limite da autonomia de vôo. Este vôo era uma das preparações do hidroavião Dornier n° 8, para um voo pelo Mediterrâneo que o Comandante Rodriguez Caula, chefe na época da Base Aeronaval El Atalayón, planejava realizar na segunda quinzena de janeiro de 1929. 
O avião decolou em um clima muito ruim - nuvens baixas e vento forte do oeste, partindo da base de Los Alcázares a El Atalayón, onde jamais chegaria. As exaustivas buscas, rastreios e pesquisas que por terra, mar e ar foram feitos, apenas deram resultado o encontrando, a cerca de 50 km de Mostaganem, Levante de Oran, a parte da da canoa do hidroavião, sem asas, sem motores ou empenagens; tinha se mantido à tona por causa dos tanques de combustível vazios, instalados no stummer. Essa circunstância parecia Indicar que o Dornier tinha voado para terminar a sua autonomia, e isso resultou no acidente da madrugada de 1 de janeiro de 1929. Quando eles encontraram seu corpo, três meses após o acidente, ele foi levado para o hospital militar do consulado da Espanha onde a capela ardente foi instalada. Na mesma tarde, eles levaram os corpos para o cais para embarcá-los no cruzador Extremadura para levá-los para a península.    